# Sami Vatanen
Sami Vatanen (Jyväskylä, 3 de junho de 1991) é um jogador de hóquei no gelo finlandês.
Vatanen foi selecionado pelo Anaheim Ducks na quarta rodada do Draft de 2009 da National Hockey League. Na temporada seguinte, ele ganhou um lugar na lista da atual campeã finlandesa JYP. Ele quebrou um recorde de mais pontos por um defensor novato na temporada regular da SM-liiga finlandesa e nos play-offs. Nos Jogos Olímpicos de Inverno de 2022 em Pequim, conquistou a medalha de ouro no torneio masculino.